# Césio 137 - O Pesadelo de Goiânia
Césio 137 - O Pesadelo de Goiânia é um filme brasileiro de 1990 idealizado por Roberto Pires, sendo escrito e dirigido pelo mesmo. 
O longa é baseado no acidente radiológico de Goiânia ocorrido em 1987, com depoimentos das vítimas do acidente servindo como base para seu roteiro. 
O filme conta com Nelson Xavier, Joana Fomm e Denise Milfont nos papéis principais, além de breves aparições das próprias vitimas do acidente como figurantes.

## Enredo
Em 1987, na cidade de Goiânia, capital de Goiás, dois catadores de lixo adentram num prédio abandonado e descobrem uma pesada peça de chumbo nas ruínas de um antigo hospital. Eles levam a peça para ser vendida num ferro-velho, sem saber que dentro dela há um perigoso material radioativo, o Césio 137. Ela é vendida para Devair, o dono do ferro velho, um amigo de Vavá, um dos catadores de lixo. Devair e seus ajudantes quebram a peça e liberam a radiação do material, sem tomarem nenhum conhecimento do risco que correm.
Devair, que se maravilha pela cor azul e brilhante que o pó do Césio 137 emite à noite, resolve mostrá-lo para seus amigos e seu irmão Ivo. Ivo, então, mostra o pó radioativo para sua filha Leide, que brinca inocentemente com o material; a menina mistura o pó do césio em suas mãos e, logo após, vai jantar, contaminando toda a comida. Poucas horas depois, naquela noite, Leide, já contaminada, sofre os efeitos nocivos da radiação causada pelo pó do césio, com sua saúde piorando cada vez mais.
Devair e seus ajudantes também passam mal, assim como os catadores de sucata, além de Maria Gabriela, esposa de Devair, a esposa de Ivo e todas as outras pessoas ao seu redor. O vizinho de Devair, que havia levado um pouco do material para sua casa após Devair lhe mostrar, joga o pó em seu vaso sanitário e dá a descarga, já que para ele aquele pó não era útil, contaminando assim o esgoto, a água e, consequentemente, mais pessoas do bairro.
A esposa de Ivo resolve levar a peça a um médico, já que ela estava preocupada com o aparecimento dos mesmo sintomas em várias pessoas depois da chegada da peça. O médico logo desconfia que aquilo se tratava de material radioativo. Maria Gabriela, inadvertidamente, acaba contaminando as pessoas em um ônibus lotado em que levava o césio; o médico então comunica a Comissão Nacional de Energia Nuclear sobre o ocorrido.
Posteriormente, a Rua 57 do bairro acaba sendo interditada para a detecção e retirada de todos os materiais radioativos; os moradores com sintomas da radiação são desalojados de suas casas e os animais do local acabam sendo sacrificados. O filme se encerra com uma locução informando que dias depois as primeiras vítimas da contaminação vieram a falecer, incluindo a pobre garotinha Leide, então com apenas seis anos de idade.

## Elenco
- Nelson Xavier...Devair Alves Ferreira
- Joana Fomm...Maria Gabriela Ferreira
- Paulo Betti...Roberto Santos Alves
- Stephan Nercessian...Edson Fabiano
- Paulo Gorgulho...Wagner Mota Pereira
- Denise Milfont...Santana
- Thelma Reston...Eunice
- Marcelia Cartaxo...esposa de Vavá
- Caio Júlio Bittencourt...motorista do caminhão que retirou a cápsula do ferro velho

## Prêmios
Festival de Brasília (1990):
- Prêmio Especial do Júri;
- Melhor atriz (Joana Fomm);
- Melhor atriz coadjuvante (Denise Milfont);
- Melhor roteiro;
- Melhor fotografia;
- Melhor técnico de som;

Festival de Natal (1990):
- Melhor filme (Júri Oficial e Crítica);
- Melhor diretor (Crítica);
- Melhor atriz coadjuvante para Denise Milfont;
- Melhor roteiro.